# Malacorhinus
Malacorhinus is een geslacht van kevers uit de familie bladkevers (Chrysomelidae).
De wetenschappelijke naam van het geslacht werd in 1887 gepubliceerd door Martin Jacoby.

## Soorten
- Malacorhinus acaciae (Schaffer, 1906)
- Malacorhinus antennatus Jacoby, 1887
- Malacorhinus apicalis Jacoby, 1887
- Malacorhinus basalis Jacoby, 1887
- Malacorhinus biplagiatus Jacoby, 1887
- Malacorhinus cobanensis Jacoby, 1892
- Malacorhinus decempunctatus Jacoby, 1887
- Malacorhinus dilaticornis Jacoby, 1887
- Malacorhinus exclamationis Jacoby, 1892
- Malacorhinus foveipennis (Jacoby, 1879)
- Malacorhinus fulvicornis Jacoby, 1887
- Malacorhinus godmani Jacoby, 1887
- Malacorhinus guatemalensis Jacoby, 1887
- Malacorhinus irregularis Jacoby, 1887
- Malacorhinus knullorum (Wilcox, 1951)
- Malacorhinus reticulatus Jacoby, 1887
- Malacorhinus scutellatus Jacoby, 1887
- Malacorhinus semifasciatus Jacoby, 1887
- Malacorhinus sericeus Jacoby, 1887
- Malacorhinus sexpunctatus Jacoby, 1887
- Malacorhinus tricolor Jacoby, 1887
- Malacorhinus tripunctatus (Jacoby, 1879)
- Malacorhinus undecimpunctatus Jacoby, 1889